# Demos (think tank)
Pour les articles homonymes, voir Demos.
Demos est un think tank basé au Royaume-Uni, fondé en 1993. Il a notamment participé à la rénovation du programme du Parti travailliste sous la houlette de Tony Blair, contribuant au courant d'idées connu sous le nom de blairisme.
Fondé en 1993, Demos se présente comme transpartisan et désireux de travailler avec de nombreux partenaires, dont des ministères, des agences du secteur public et des organisations caritatives. Il se spécialise dans l'élaboration de politiques publiques dans divers domaines, de l'éducation à la santé et au logement en passant par la fin de vie. L'actuelle directrice générale est Polly Curtis, ancienne journaliste et rédactrice en chef au Guardian, HuffPost UK, Tortoise Media et PA Media. L'organisation est une organisation caritative éducative enregistrée de manière indépendante.
Demos abrite le Centre for the Analysis of Social Media (CASM), qui étudie les impacts du numérique et de l'Intelligence artificielle sur la politique, les politiques publiques et la prise de décision.
Demos a produit des rapports sur la consommation excessive d’alcool, qui ont été fortement promus par les décideurs politiques à des étapes cruciales de l’élaboration de la stratégie du gouvernement britannique en matière d’alcool en 2012.

## Histoire
Demos a été fondé en 1993 par Martin Jacques et Geoff Mulgan (qui en est devenu le premier directeur). Il a été créé en réponse à ce que Mulgan, Jacques et d'autres considéraient comme une crise de la politique en Grande-Bretagne, avec un engagement électoral en déclin et des institutions politiques incapables, à leurs yeux, de s'adapter aux grands changements sociaux. Demos a été conçu comme un réseau de réseaux capable de rassembler différentes sources d'idées et d'expertise pour améliorer les politiques publiques. 
Bien que se définissant comme indépendant de tout parti politique, dans la perspective des élections générales de 1997, il était considéré comme proche du Parti travailliste, en particulier de son leader d'alors Tony Blair. Geoff Mulgan a ensuite travaillé au sein du 10 Downing Street en 1997. À cette époque, Demos était considéré comme central dans la vision du New Labour pour la Grande-Bretagne.
De 1998 à 2006, sous la direction de Tom Bentley, il développe son rôle de « conseil d'intérêt public. Le 9 août 2006, dans un discours prononcé lors d'une conférence de Demos, le ministre britannique de l'Intérieur, le Dr John Reid, a déclaré que les Britanniques « pourraient devoir modifier leur notion de liberté » en raison de ses projets, affirmant que la liberté est « mal utilisée et abusée par les terroristes ».
L'été 2008, Demos réduit ses effectifs (passant de 23 employés à plein temps (en janvier 2008) à 17 (en septembre 2008) et ne participe à aucune conférence de parti politique, ce qui a conduit à des spéculations sur ses difficultés financières,.
En 2010, David Cameron, alors chef de l'opposition conservatrice, a lancé l'enquête sur le caractère de Demos, prononçant un discours sur l'importance de la parentalité et du soutien à la petite enfance.
À la suite de sa nomination en 2010 au poste de conseiller spécial du vice-premier ministre, Nick Clegg, Richard Reeves a démissionné de son poste de directeur de Demos et a été remplacé par l'ancienne secrétaire économique au Trésor, Kitty Ussher. Elle a quitté Demos en 2012, et David Goodhart a pris la relève en tant que directeur. 
En 2011, Ben Rogers a créé le Centre for London au sein de Demos, avant de le créer en tant qu'organisation caritative enregistrée indépendante en 2013. 
En janvier 2012, avec le Text Analytics Group de l'Université du Sussex, Demos a créé le Centre for the Analysis of Social Media (CASM) pour étudier les tendances des médias sociaux et le rôle que les conversations en ligne peuvent jouer dans l'engagement politique et la recherche sur les politiques sociales. Le CASM a dirigé la surveillance des médias numériques pour les élections britanniques de 2015 et se concentre sur la manière dont l'essor du monde numérique affecte la politique, les politiques publiques et la prise de décision. 
En janvier 2014, Claudia Wood est nommée directrice générale de Demos (qu'elle avait rejoint en 2009, après avoir dirigé la politique dans d'autres think tanks britanniques et dans l'unité stratégique de Tony Blair). 
En janvier 2018, Polly Mackenzie rejoint Demos en tant que nouvelle directrice. Elle travaillait antérieurement pour Nick Clegg (de 2006 à 2015), contribuant notamment à la rédaction de l'accord de coalition de 2010, et a occupé le poste de directrice de la politique auprès du vice-premier ministre de 2010 à 2015.

### Gouvernance
| Directeurs/Directeurs Executifs | années d'activité |
| ------------------------------- | ----------------- |
| Polly Mackenzie                 | 2018–2022         |
| Claudia Wood                    | 2014–2018         |
| David Goodhart                  | 2012–2014         |
| Kitty Ussher                    | 2010–2012         |
| Richard Reeves                  | 2008–2010         |
| Catherine Fieschi               | 2007–2008         |
| Madeleine Bunting               | 2007              |
| Tom Bentley                     | 1998–2006         |
| Geoff Mulgan                    | 1993–1997         |

Traduction en français et wikicode pour Wikipédia :

## Financement
Demos a été classé comme étant largement transparent pour ce qui concerne ses financements, par Transparify. En novembre 2022, le site web de transparence du financement Who Funds You? a attribué à Demos la note A, la note de transparence la plus élevée (le classement allant de A à E).

## Critique (compromission avec le lobby de l'industrie de l'alcool)
Au début des années 2010, le lobby anglais de l'alcool (SABMiller, groupe qui produit ou commercialise plus de 200 marques de bières, dans 75 pays) a utilisé le groupe de réflexion Demos pour tenter d'influencer les débats politiques sur l'alcool au Royaume-Uni. Demos a produit plusieurs rapports sur la consommation excessive d’alcool, qui ont été fortement promus par les décideurs politiques à des étapes cruciales de l’élaboration de la stratégie du gouvernement britannique en matière d’alcool en 2012.
Un rapport clé de Demos a été publié, en même temps que d’autres publications financées par SABMiller, préconisant des mesures visant à améliorer la parentalité plutôt que de fixer un prix unitaire minimum à l'alcool ; en 2008, SABMiller accuse les parents d'être responsable de l'alcoolisme des jeunes (18-25 ans), affirmant que les preuves démontrent constamment l’impact de la parentalité sur le fait que les enfants commencent à boire (mais sans présenter ni citer aucune étude) une tactique d'influence qui rappelle celles des sociétés transnationales du tabac, et aussi utilisée par d’autres industries productrices d’alcool pour marginaliser la littérature évaluée par des pairs. "L’examen de la littérature n’a pas tenu compte du résumé de la base de données probantes sur la politique en matière d’alcool, parrainé par l’Organisation mondiale de la santé, et qui a été examiné par des pairs et a plutôt accédé à des publications financées par l’industrie, y compris un rapport de 2009 du Centre for Economics and Business Research sur le MUP commandé par SABMiller, ainsi que d’autres produits de la Wine and Spirit Trade Association et 2 organisations d’aspects sociaux et de relations publiques de l’industrie de l’alcool : le Centre international pour les politiques en matière d’alcool et Drinkaware (...) Demos a organisé des événements parallèles en partenariat avec SABMiller pour promouvoir le rapport lors des conférences des 3 principaux partis politiques à l’automne 2012 (...) En novembre 2013, Demos a publié un autre rapport sur l’alcool, financé par l’Association of Convenience Stores, une association commerciale du secteur de la vente au détail. Le rapport affirme à plusieurs reprises que le gouvernement britannique a rejeté le MUP en raison d’un manque de preuves à l’appui. Conformément à l’approche privilégiée par l’industrie, il appelle à l’autorégulation de l’industrie et à un partenariat entre le secteur du commerce de détail et une gamme de prestataires de services, ainsi qu’à des campagnes d’éducation et d’information. Le rapport cite les autres résultats financés par SABMiller comme preuve de l’importance de la parentalité. Les renvois montrent comment les rapports financés par l’industrie se renforcent mutuellement, conduisant à la formation d’une littérature parallèle méthodologiquement erronée et très biaisée, mais formellement cohérente avec la littérature scientifique internationale évaluée par des pairs". Au début des années 2010, le lobby anglais de l'alcool (SABMiller, groupe qui produit ou commercialise plus de 200 marques de bière, dans 75 pays) a utilisé le groupe de réflexion Demos pour tenter d'influencer les débats politiques sur l'alcool au Royaume-Uni. 
Un rapport clé de Demos a été publié, en même temps que d’autres publications financées par SABMiller, préconisant des mesures visant à améliorer la parentalité plutôt que de fixer un prix unitaire minimum à l'alcool ; en 2008, SABMiller accuse les parents d'être responsable de l'alcoolisme des jeunes (18-25 ans), affirmant que les preuves démontrent constamment l’impact de la parentalité sur le fait que les enfants commencent à boire (mais sans présenter ni citer aucune étude) une tactique d'influence qui rappelle celles des sociétés transnationales du tabac, et aussi utilisée par d’autres industries productrices d’alcool pour marginaliser la littérature évaluée par des pairs. « L’examen de la littérature n’a pas tenu compte du résumé de la base de données probantes sur la politique en matière d’alcool, parrainé par l’Organisation mondiale de la santé, et qui a été examiné par des pairs et a plutôt accédé à des publications financées par l’industrie, y compris un rapport de 2009 du Centre for Economics and Business Research sur le MUP commandé par SABMiller, ainsi que d’autres produits de la Wine and Spirit Trade Association et 2 organisations d’aspects sociaux et de relations publiques de l’industrie de l’alcool : le Centre international pour les politiques en matière d’alcool et Drinkaware (...) Demos a organisé des événements parallèles en partenariat avec SABMiller pour promouvoir le rapport lors des conférences des 3 principaux partis politiques à l’automne 2012 (...) En novembre 2013, Demos a publié un autre rapport sur l’alcool, financé par l’Association of Convenience Stores, une association commerciale du secteur de la vente au détail. Le rapport affirme à plusieurs reprises que le gouvernement britannique a rejeté le MUP en raison d’un manque de preuves à l’appui. Conformément à l’approche privilégiée par l’industrie, il appelle à l’autorégulation de l’industrie et à un partenariat entre le secteur du commerce de détail et une gamme de prestataires de services, ainsi qu’à des campagnes d’éducation et d’information. Le rapport cite les autres résultats financés par SABMiller comme preuve de l’importance de la parentalité. Les renvois montrent comment les rapports financés par l’industrie se renforcent mutuellement, conduisant à la formation d’une littérature parallèle méthodologiquement erronée et très biaisée, mais formellement cohérente avec la littérature scientifique internationale évaluée par des pairs ».